# 中华轴脉蕨
中华轴脉蕨（学名：Ctenitopsis chinensis）为叉蕨科轴脉蕨属下的一个种。
现接受名为Ctenitopsis chinensis (Ching & Chu H. Wang) Christenh., 1981